# Эгмонт, Мария-Кристина
Мария-Кристина д’Эгмонт (фр. Marie-Christine d'Egmont; 1550—1622, Брюссель) — дочь графа Ламораля I д’Эгмонта, принца Гаврского, и Сабины фон Пфальц-Зиммерн.
1-й муж (контракт 22.10.1579): Удар де Бурнонвиль, граф д’Энен-Льетар (1533—1585)
Сын:
- Александр I де Бурнонвиль (14.09.1585—12.03.1656). Жена (4.09.1611): Анна де Мелён (1597—1668), дочь Пьера де Мелёна, принца д’Эпинуа, и Ипполиты де Монморанси

2-й муж (1587): Гийом де Лален (1563—1590), граф ван Хогстратен и де Реннебург
Сын:
- Антуан III де Лален (ок. 1588—26.09.1613), граф ван Хогстратен, Хорн и де Реннебург. Жена (1.01.1610): графиня Мария-Маргарита де Берлемон (ум. 1654), дочь графа Флорана де Берлемона и графини Маргариты де Лален

3-й муж (1591): граф Карл фон Мансфельд (1543—1595), генерал христианских и имперских войск в Венгрии
В 1599 году была назначена сопровождать в Испанию Маргариту Австрийскую, невесту Филиппа III. Король Испании возвел её в достоинство гранда Испании с правом передать этот титул одному из сыновей. Поскольку старшему сыну король Генрих IV пожаловал титул герцога де Бурнонвиля, Мария-Кристина передала достоинство гранда Испании младшему, графу ван Хогстратену. Тот умер бездетным, и она не сделала нового назначения.
В 1600 году Генрих IV возвел баронию Ульфор в Булонне в ранг герцогства в пользу Александра де Бурнонвиля. Это было сделано по настоянию вдовы Генриха III Луизы Лотарингской, двоюродной сестры Марии-Кристины. В 1607 году Мария-Кристина купила у сеньоров де Ламет владения Перн, Контевиль, Юпланд, Хавескерк и Бурнонвиль, и в следующем году король Франции передал этим землям титул герцогства де Бурнонвиль, присоединив к ним баронию Ульфор.
Умерла в 1622 в Брюсселе и была погребена в главной церкви Энена в гробнице своего первого мужа.